# Схема Эль-Гамаля
Схема Эль-Гамаля (Elgamal) — криптосистема с открытым ключом, основанная на трудности вычисления дискретных логарифмов в конечном поле. Криптосистема включает в себя алгоритм шифрования и алгоритм цифровой подписи. Схема Эль-Гамаля лежит в основе бывших стандартов электронной цифровой подписи в США (DSA) и России (ГОСТ Р 34.10-94).
Схема была предложена Тахером Эль-Гамалем в 1985 году. Эль-Гамаль разработал один из вариантов алгоритма Диффи-Хеллмана. Он усовершенствовал систему Диффи-Хеллмана и получил два алгоритма, которые использовались для шифрования и для обеспечения аутентификации. В отличие от RSA, алгоритм Эль-Гамаля не был запатентован и поэтому стал более дешёвой альтернативой, так как не требовалось оплаты взносов за лицензию. Считается, что алгоритм попадает под действие патента Диффи-Хеллмана.

## Генерация ключей
1. Генерируется случайное простое число {\displaystyle p}.
2. Выбирается целое число {\displaystyle g} — первообразный корень {\displaystyle p}.
3. Выбирается случайное целое число {\displaystyle x} такое, что {\displaystyle (1<x<p-1)}.
4. Вычисляется {\displaystyle y=g^{x}{\bmod {p}}}.
5. Открытым ключом является {\displaystyle (y,g,p)}, закрытым ключом — число {\displaystyle x}.

## Работа в режиме шифрования
Шифросистема Эль-Гамаля является фактически одним из способов выработки открытых ключей Диффи — Хеллмана. Шифрование по схеме Эль-Гамаля не следует путать с алгоритмом цифровой подписи по схеме Эль-Гамаля.

### Шифрование
Сообщение {\displaystyle M} должно быть меньше числа {\displaystyle p}. Сообщение шифруется следующим образом:
1. Выбирается сессионный ключ — случайное целое число, {\displaystyle k} такое, что {\displaystyle 1<k<p-1}.
2. Вычисляются числа {\displaystyle a=g^{k}{\bmod {p}}} и {\displaystyle b=y^{k}M{\bmod {p}}}.
3. Пара чисел {\displaystyle (a,b)} является шифротекстом.

Нетрудно заметить, что длина шифротекста в схеме Эль-Гамаля вдвое больше исходного сообщения {\displaystyle M}.

### Расшифрование
Зная закрытый ключ {\displaystyle x}, исходное сообщение можно вычислить из шифротекста {\displaystyle (a,b)} по формуле:
{\displaystyle M=b(a^{x})^{-1}{\bmod {p}}.}
При этом нетрудно проверить, что
{\displaystyle (a^{x})^{-1}=g^{-kx}{\bmod {p}}}
и поэтому
{\displaystyle b(a^{x})^{-1}=(y^{k}M)g^{-xk}\equiv (g^{xk}M)g^{-xk}\equiv M{\pmod {p}}}.
Для практических вычислений больше подходит следующая формула:
{\displaystyle M=b(a^{x})^{-1}=ba^{(p-1-x)}{\pmod {p}}}

### Пример
- Шифрование
  1. Допустим, что нужно зашифровать сообщение {\displaystyle M=5}.
  2. Произведем генерацию ключей:
    1. Пусть {\displaystyle p=11,g=2}. Выберем {\displaystyle x=8} — случайное целое число {\displaystyle x} такое, что {\displaystyle 1<x<p}.
    2. Вычислим {\displaystyle y=g^{x}{\bmod {p}}=2^{8}{\bmod {11}}=3}.
    3. Итак, открытым ключом является тройка {\displaystyle (p,g,y)=(11,2,3)},а закрытым ключом — число {\displaystyle x=8}.

  3. Выбираем случайное целое число {\displaystyle k} такое, что 1 < k < (p − 1). Пусть {\displaystyle k=9}.
  4. Вычисляем число {\displaystyle a=g^{k}{\bmod {p}}=2^{9}{\bmod {11}}=512{\bmod {11}}=6}.
  5. Вычисляем число {\displaystyle b=y^{k}M{\bmod {p}}=3^{9}5{\bmod {11}}=19683\cdot 5{\bmod {11}}=9}.
  6. Полученная пара {\displaystyle (a,b)=(6,9)} является шифротекстом.
- Расшифрование
  1. Необходимо получить сообщение {\displaystyle M=5} по известному шифротексту {\displaystyle (a,b)=(6,9)} и закрытому ключу {\displaystyle x=8}.
  2. Вычисляем M по формуле: {\displaystyle M=b(a^{x})^{-1}{\bmod {p}}=9(6^{8})^{-1}\mod {11}=5}
  3. Получили исходное сообщение {\displaystyle M=5}.

Так как в схему Эль-Гамаля вводится случайная величина {\displaystyle k},то шифр Эль-Гамаля можно назвать шифром многозначной замены. Из-за случайности выбора числа {\displaystyle k} такую схему ещё называют схемой вероятностного шифрования. Вероятностный характер шифрования является преимуществом для схемы Эль-Гамаля, так как у схем вероятностного шифрования наблюдается большая стойкость по сравнению со схемами с определённым процессом шифрования. Недостатком схемы шифрования Эль-Гамаля является удвоение длины зашифрованного текста по сравнению с начальным текстом. Для схемы вероятностного шифрования само сообщение {\displaystyle M} и ключ не определяют шифротекст однозначно. В схеме Эль-Гамаля необходимо использовать различные значения случайной величины {\displaystyle k} для шифровки различных сообщений {\displaystyle M} и {\displaystyle M'}. Если использовать одинаковые {\displaystyle k}, то для соответствующих шифротекстов {\displaystyle (a,b)} и {\displaystyle (a',b')} выполняется соотношение {\displaystyle b(b')^{-1}=M(M')^{-1}}. Из этого выражения можно легко вычислить {\displaystyle M'}, если известно {\displaystyle M}.

## Работа в режиме подписи
Цифровая подпись служит для того чтобы можно было установить изменения данных и чтобы установить подлинность подписавшейся стороны. Получатель подписанного сообщения может использовать цифровую подпись для доказательства третьей стороне того, что подпись действительно сделана отправляющей стороной. При работе в режиме подписи предполагается наличие фиксированной хеш-функции {\displaystyle h(\cdot )}, значения которой лежат в интервале {\displaystyle \left(1,p-1\right)}.

### Подпись сообщений
Для подписи сообщения {\displaystyle M} выполняются следующие операции:
1. Вычисляется дайджест сообщения {\displaystyle M}: {\displaystyle m=h(M).}(Хеш функция может быть любая).
2. Выбирается случайное число {\displaystyle 1<k<p-1} взаимно простое с {\displaystyle p-1} и вычисляется {\displaystyle r=g^{k}\,{\bmod {\,}}p.}
3. Вычисляется число {\displaystyle s\,=\,(m-xr)k^{-1}{\pmod {p-1}}}, где {\displaystyle k^{-1}} это мультипликативное обратное {\displaystyle k} по модулю {\displaystyle p-1}, которое можно найти, например, с помощью расширенного алгоритма Евклида.
4. Подписью сообщения {\displaystyle M} является пара {\displaystyle \left(r,s\right)}.

### Проверка подписи
Зная открытый ключ {\displaystyle \left(p,g,y\right)}, подпись {\displaystyle \left(r,s\right)} сообщения {\displaystyle M} проверяется следующим образом:
1. Проверяется выполнимость условий: {\displaystyle 0<r<p} и {\displaystyle 0<s<p-1}.
2. Если хотя бы одно из них не выполняется, то подпись считается неверной.
3. Вычисляется дайджест {\displaystyle m=h(M).}
4. Подпись считается верной, если выполняется сравнение:
{\displaystyle y^{r}r^{s}\equiv g^{m}{\pmod {p}}.}

### Корректность проверки
Рассматриваемый алгоритм корректен в том смысле, что подпись, вычисленная по указанным выше правилам, будет принята при её проверке.
Преобразуя определение {\displaystyle s}, имеем
{\displaystyle m\,\equiv \,xr+sk{\pmod {p-1}}.}
Далее, из Малой теоремы Ферма следует, что
{\displaystyle {\begin{aligned}g^{m}&\equiv g^{xr}g^{ks}\\&\equiv (g^{x})^{r}(g^{k})^{s}\\&\equiv (y)^{r}(r)^{s}{\pmod {p}}.\\\end{aligned}}}

### Пример
- Подпись сообщения.
  1. Допустим, что нужно подписать сообщение {\displaystyle M=baaqab}.
  2. Произведем генерацию ключей:
    1. Пусть {\displaystyle p=23} {\displaystyle g=5} переменные, которые известны некоторому сообществу.
    2. Секретный ключ {\displaystyle x=7} — случайное целое число {\displaystyle x} такое, что {\displaystyle 1<x<p}.
    3. Вычисляем открытый ключ {\displaystyle y}: {\displaystyle y=g^{x}{\bmod {p}}=5^{7}{\bmod {2}}3=17}.
    4. Итак, открытым ключом является тройка {\displaystyle (p,g,y)=(23,5,17)}.

  3. Теперь вычисляем хеш-функцию: {\displaystyle h(M)=h(baaqab)=m=3}.
  4. Выберем случайное целое число {\displaystyle k} такое, что выполняется условие {\displaystyle 1<k<p-1}. Пусть {\displaystyle k=5}.
  5. Вычисляем {\displaystyle r=g^{k}{\bmod {p}}=5^{5}{\bmod {2}}3=20}.
  6. Находим {\displaystyle k^{-1}}. Такое число существует, так как НОД{\displaystyle (k,p-1)=1}. Его можно найти с помощью расширенного алгоритма Евклида. Получим {\displaystyle k^{-1}=5^{-1}{\pmod {22}}=9}
  7. Находим число {\displaystyle s\,\equiv \,(m-xr)k^{-1}{\pmod {p-1}}}. Получим {\displaystyle s=21}, так как {\displaystyle s=\,(3-7\cdot 20)5^{-1}{\pmod {22}}=21}
  8. Итак, мы подписали сообщение: {\displaystyle <baaqab,20,21>}.

- Проверка подлинности полученного сообщения.
  1. Вычисляем хеш-функцию: {\displaystyle h(M)=h(baaqab)=m=3}.
  2. Проверяем сравнение {\displaystyle y^{r}\cdot r^{s}{\pmod {p}}\equiv g^{m}{\pmod {p}}}.
  3. Вычислим левую часть по модулю 23: {\displaystyle 17^{20}\cdot 20^{21}{\bmod {2}}3=16\cdot 15{\bmod {2}}3=10}.
  4. Вычислим правую часть по модулю 23: {\displaystyle 5^{3}{\bmod {2}}3=10}.
  5. Так как правая и левая части равны, то это означает что подпись верна.

Главным преимуществом схемы цифровой подписи Эль-Гамаля является возможность вырабатывать цифровые подписи для большого числа сообщений с использованием только одного секретного ключа. Чтобы злоумышленнику подделать подпись, ему нужно решить сложные математические задачи с нахождением логарифма в поле {\displaystyle \mathbb {Z} _{p}}. Следует сделать несколько комментариев:
- Случайное число {\displaystyle k} должно сразу после вычисления подписи уничтожаться, так как если злоумышленник знает случайное число {\displaystyle k} и саму подпись, то он легко может найти секретный ключ по формуле: {\displaystyle x=(m-ks)r^{-1}{\bmod {(}}p-1)} и полностью подделать подпись.

Число {\displaystyle k} должно быть случайным и не должно дублироваться для различных подписей, полученных при одинаковом значении секретного ключа.
- Использование свертки {\displaystyle m=h(M)} объясняется тем, что это защищает подпись от перебора сообщений по известным злоумышленнику значениям подписи. Пример: если выбрать случайные числа {\displaystyle i,j},удовлетворяющие условиям {\displaystyle 0<i<{p-1},0<j<{p-1}}, НОД(j, p-1)=1 и предположить что
{\displaystyle r=g^{i}\cdot y^{-j}{\bmod {p}}}
{\displaystyle s=r\cdot j^{-1}{\bmod {(}}p-1)}
{\displaystyle m=r\cdot i\cdot j^{-1}{\bmod {(}}p-1)}

то легко удостовериться в том, что пара {\displaystyle (r,s)} является верной цифровой подписью для сообщения {\displaystyle x=M}.
- Цифровая подпись Эль-Гамаля стала примером построения других подписей, схожих по своим свойствам. В их основе лежит выполнение сравнения: {\displaystyle y^{A}\cdot r^{B}=g^{C}(modp)}, в котором тройка {\displaystyle (A,B,C)} принимает значения одной из перестановок ±r, ±s и ±m при каком-то выборе знаков. Например, исходная схема Эль-Гамаля получается при {\displaystyle A=r}, {\displaystyle B=s}, {\displaystyle C=m}.На таком принципе построения подписи сделаны стандарты цифровой подписи США и России. В американском стандарте DSS (Digital Signature Standard), используется значения {\displaystyle A=r}, {\displaystyle B=-s}, {\displaystyle C=m}, а в Российском стандарте: {\displaystyle A=-x}, {\displaystyle B=-m}, {\displaystyle C=s}.
- Ещё одним из преимуществ является возможность уменьшения длины подписи с помощью замены пары чисел {\displaystyle (s,m)} на пару чисел {\displaystyle (s{\bmod {q}},m{\bmod {q}}}), где {\displaystyle q} является каким-то простым делителем числа {\displaystyle (p-1)}. При этом сравнение для проверки подписи по модулю {\displaystyle p} нужно заменить на новое сравнение по модулю {\displaystyle q}: {\displaystyle (~y^{A}\cdot r^{B}){\bmod {p}}=g^{C}{\pmod {q}}}. Так сделано в американском стандарте DSS (Digital Signature Standard).

## Криптостойкость и особенности
В настоящее время криптосистемы с открытым ключом считаются наиболее перспективными. К ним относится и схема Эль-Гамаля, криптостойкость которой основана на вычислительной сложности проблемы дискретного логарифмирования, где по известным p, g и y требуется вычислить x, удовлетворяющий сравнению:
{\displaystyle y\equiv g^{x}{\pmod {p}}.}
ГОСТ Р34.10-1994, принятый в 1994 году в Российской Федерации, регламентировавший процедуры формирования и проверки электронной цифровой подписи, был основан на схеме Эль-Гамаля. С 2001 года используется новый ГОСТ Р 34.10-2001, использующий арифметику эллиптических кривых, определённых над простыми полями Галуа. Существует большое количество алгоритмов, основанных на схеме Эль-Гамаля: это алгоритмы DSA, ECDSA, KCDSA, схема Шнорра.
Сравнение некоторых алгоритмов:
| Алгоритм | Ключ        | Назначение           | Криптостойкость, MIPS                                                                   | Примечания |
| RSA      | До 4096 бит | Шифрование и подпись | 2,7•1028 для ключа 1300 бит                                                             | Основан на трудности задачи факторизации больших чисел; один из первых асимметричных алгоритмов. Включен во многие стандарты                                                                        |
| ElGamal  | До 4096 бит | Шифрование и подпись | При одинаковой длине ключа криптостойкость равная RSA, т.е. 2,7•1028 для ключа 1300 бит | Основан на трудной задаче вычисления дискретных логарифмов в конечном поле; позволяет быстро генерировать ключи без снижения стойкости. Используется в алгоритме цифровой подписи DSA-стандарта DSS |
| DSA      | До 1024 бит | Только подпись       |                                                                                         | Основан на трудности задачи дискретного логарифмирования в конечном поле; принят в качестве гос. стандарта США; применяется для секретных и несекретных коммуникаций; разработчиком является АНБ.   |
| ECDSA    | До 4096 бит | Шифрование и подпись | Криптостойкость и скорость работы выше, чем у RSA                                       | Современное направление. Разрабатывается многими ведущими математиками |